# اليخاندرو رودريغيز
اليخاندرو رودريغيز (بالإسبانية: Alejandro Rodríguez López)‏ (17 يونيو 1964 البسيط إسبانيا - ) هو لاعب كرة قدم إسباني يلعب كمدافع.